# Sublimació d'espai tancat

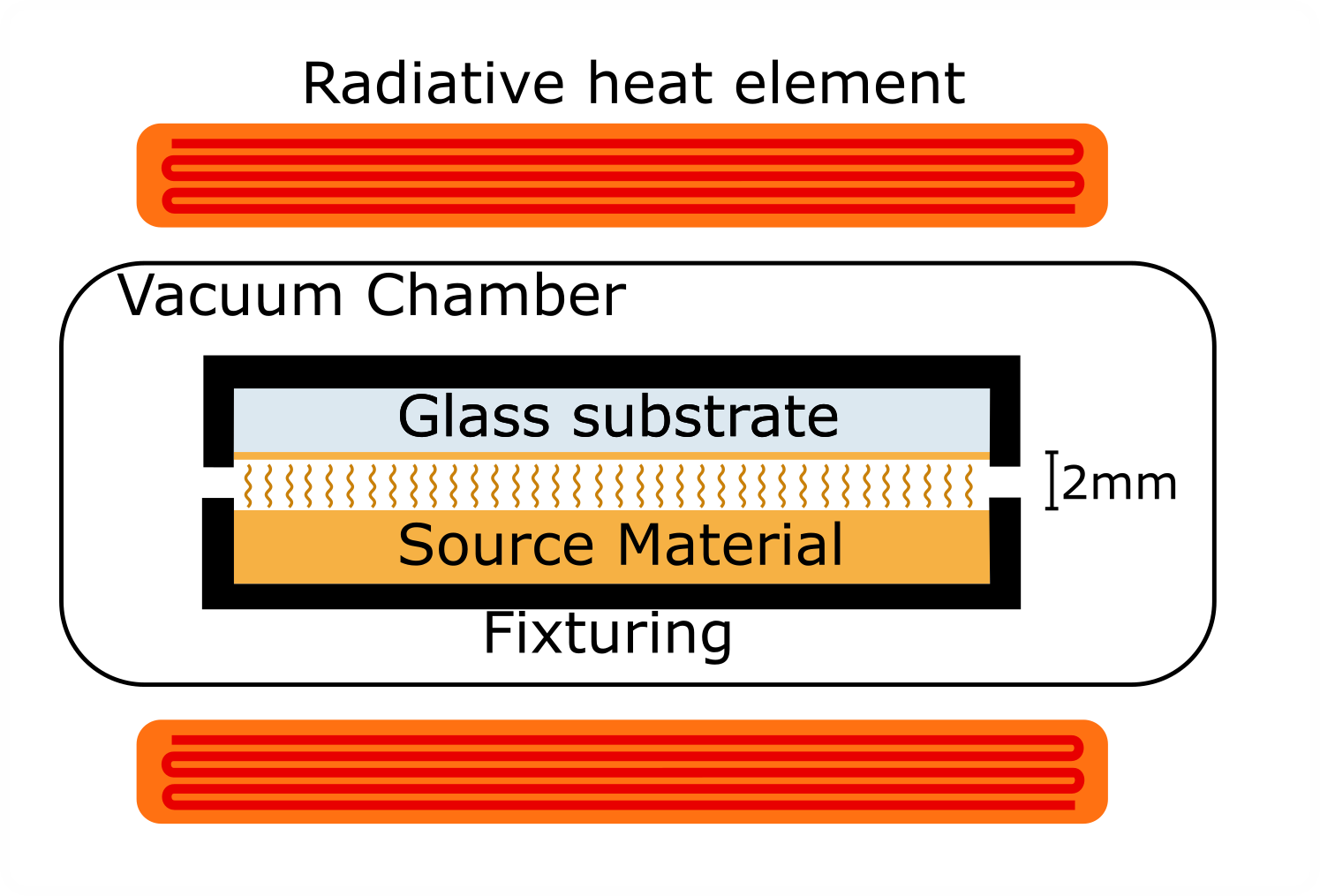
Diagrama que mostra el principi de funcionament de CSS.

La sublimació d'espai tancat (amb acrònim anglès CSS) és un mètode per produir pel·lícules primes, especialment. fotovoltaica de telurur de cadmi, encara que s'utilitza per a altres materials com el triselenur d'antimoni.
És un tipus de deposició física de vapor on el substrat a recobrir i el material d'origen es mantenen a prop l'un de l'altre. Tots dos es col·loquen en una cambra de buit, que es bombeja. Després s'escalfen la font i el substrat. La font s'escalfa a una fracció de la seva temperatura de fusió i el substrat a una temperatura més baixa, per exemple, 640 °C i 600 °C, respectivament. Això provoca la sublimació de la font, permetent que els vapors viatgin una distància curta fins al substrat, on es condensen, produint una pel·lícula fina. Aquesta difusió de camí curt és similar en principi a la destil·lació de camí curt. En comparació amb altres tècniques, és un procés rellevantment insensible i dura tan sols 15 minuts per a un cicle sencer. Això fa que sigui una tècnica molt viable per a la fabricació a gran escala.